# Saint-nectaire
El sent nectari o sant nectari (i en francès saint-nectaire) és un formatge de pasta premsada no cuita francès originari del municipi alvernès del mateix nom. Fet amb llet crua de vaca, és tou, i té forma cilíndrica aplanada i mides que van dels 13 cm de diàmetre, per als formatges de 600 g, als 21 cm de diàmetre per als d'1,8 kg.
S'elabora a 72 municipis de la petita regió dels monts-Dore, als departaments de Puy-de-Dôme o de Cantal. Des de 1955 el formatge té la Denominació d'Origen Controlada (DOC) "saint-nectaire", des del 1964 l'AOC, i des del 1996 l'AOP.
El 2007 se'n van produir 13.825 tones.